# Bruce McCoombe
Bruce McCoombe es un deportista neozelandés que compitió en judo. Ganó una medalla de oro en el Campeonato de Oceanía de Judo de 1965, en la categoría de peso medio.

## Palmarés internacional
| Campeonato de Oceanía | Campeonato de Oceanía    | Campeonato de Oceanía | Campeonato de Oceanía |
| Año                   | Lugar                    | Medalla               | Categoría             |
| --------------------- | ------------------------ | --------------------- | --------------------- |
| 1965                  | Auckland (Nueva Zelanda) | Medalla de oro        | Peso medio            |